# Norra Möre, Stranda och Handbörds domsaga
Norra Möre, Stranda och Handbörds domsaga var en domsaga i Kalmar län. Den bildades 1772 av huvuddelen av Södra Möre, Norra Möre, Stranda och Handbörds domsaga och upphörde 1858 när den delades upp i Norra Möre och Stranda domsaga och Aspelands och Handbörds domsaga.
Domsagan lydde under Göta hovrätt.

## Tingslag
- Norra Möre tingslag
- Stranda tingslag
- Handbörds tingslag

## Häradshövdingar
- 1773–1774 Bengt Carl Ekerman
- 1774–1785 Jonas Papke
- 1787–1788 Petter Johan Fischerström
- 1788–1796 Gustaf Harmens
- 1796–1809 Carl Vilhelm Weidenhielm
- 1810–1842 Samuel Trägårdh
- 1842–1858 Johan Petter Berg